# リスター (自動車)

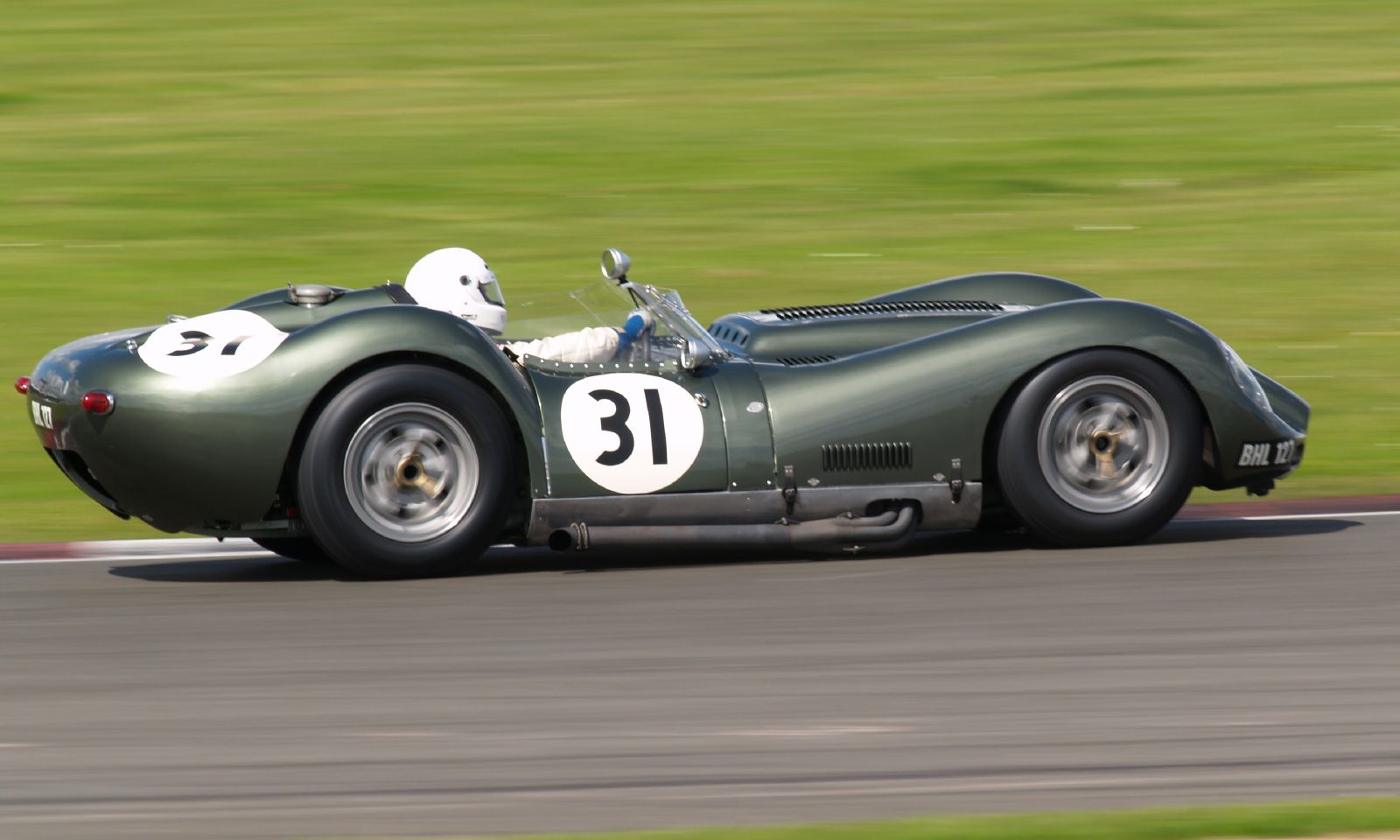
リスター・シボレー

リスターは、イギリスのスポーツカーおよびレーシングカーメーカーである。

## ブライアン・リスター

### リスター・ブリストル
1954年、レーシングドライバーであり、ケンブリッジの鉄工所の経営者であるブライアン・リスターがオリジナル設計の車両を開発したことからリスターの歴史が始まった。
クーパーに触発され、ラダータイプのスペースフレームシャシーを持ち、ド・ディオンアクスル、インボードドラムブレーキという構成の軽量な車両であった。この頃の他のビルダーと同様に、改造したMG製エンジンとトランスミッションを使用した。
ドライバーには「隻腕の名手」アーチー・スコット＝ブラウンを据え、オウルトン・パークでのデビューレースに臨んだが、パワー不足が目立った為にすぐにブリストル製2リッターエンジンに交換。更にいくつかの改良を施して、シルバーストーンでの英国グランプリのサポートレースに出走した。リスター・ブリストルは2リッタークラスではあっさり優勝、総合でも5位入賞を果たした。ジャガー・Cタイプに負けることはなく、上位にはアストンマーティンのワークスカーしかいないという快挙であった。この年、数々のレースに出走し、マセラティ、クーパー、ロータスやブリストルなどのライバルに対して勝利を重ねる。

### リスター・メーザー
1955年、ブリストル出身のエンジニアを雇い、空洞を用いてデザインしたボディを架装した車両が何台も製造された。しかし、ライバル達も進化しており、前年と比べ苦しい戦いとなった為、マセラティ製の直列6気筒エンジンを積み、更なるパワーアップを果たした。リスター・メーザーは、前年同様のポテンシャルを取り戻し、レースを席巻した。
この頃同時に開発していたF2クラスの車両は出来が悪く、すぐに撤退。

### リスター・ジャガー
1957年、ジャガー製の6気筒エンジンを搭載した新しいアルミニウムボディを製作。ついにこれでアストンマーティンと競える力をつけることになる。リスター・ジャガーの速さは証明され、エンパイア・トロフィを勝利した。

### リスター・シボレー
1958年、更なるモデルチェンジが施され、ブレーキが改良された。しかし、アストンマーティンとフェラーリには対抗出来ず、またスパ・フランコルシャンではクラッシュによってアーチー・スコット＝ブラウンを失ってしまう。更なる厳しい戦いに備え、「最も優れたエアロダイナミックボディを作る男」と称されていたフランク・コスティンと契約、彼の手によってリスターは非常に優れたボディデザインを持つようになる。完成したシボレー製V8エンジンを搭載した車両はリスター・シボレーまたはリスター・コルベットと呼ばれ、約50台が生産された。

### 閉鎖
小規模なバックヤードビルダーでありながら健闘してきたが、資金繰りに困り、1958年に閉鎖を余儀なくされた。

### サンビーム・タイガーの開発
1963年、ブライアン・リスターはルーツ・グループから依頼を受け、ルマン・プロトタイプクラス用車両であるサンビーム・タイガーの開発に入る。タイガーはまだ開発初期の段階にあった。
ブライアンはサスペンションとブレーキを改良し、空力に優れたファストバック・ハードトップと傾斜の強いフロントウインドー、コーダトロンカのテールデザインを採用した。エンジンはフォード製の4.3リッターV8(160馬力)で、シェルビーにより275馬力を引き出されていた。最高速度270kmを出すことを目標にしていたが、開発期間が短く、またシェルビーによるエンジンは信頼性に欠けた為に製作された2台のタイガーが活躍することはなかった。結果、シェルビーはエンジンの開発代金をルーツに返金している。

## リスター・カーズ・リミテッド

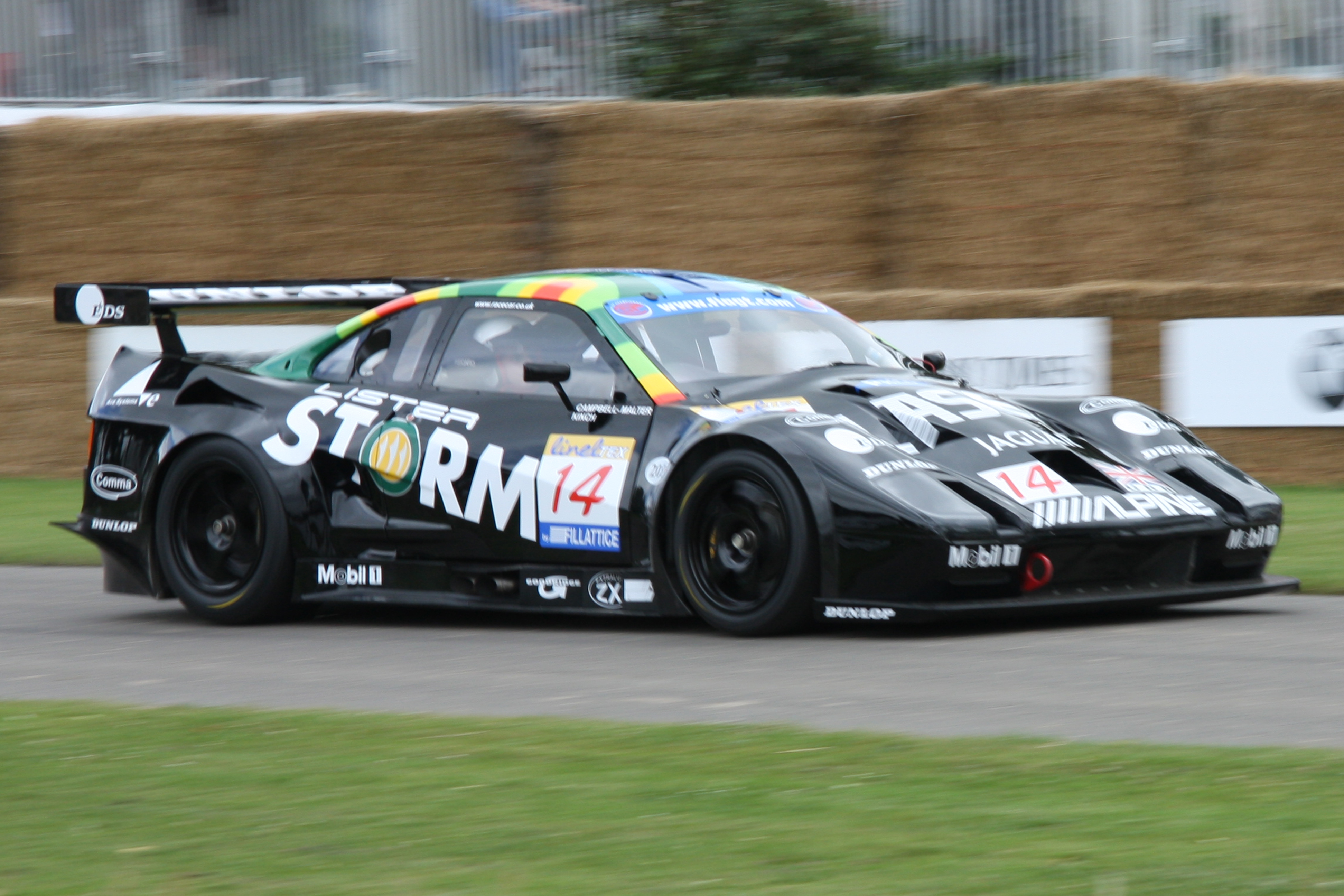
モンスターマシン、ストームGTS

1986年、ローレンス・ピアースの手によってリスター・カーズ・リミテッドが再建された。ジャガー・XJSベースの車両が約90台製作され、更に1993年には過激な新型車リスター・ストームを発表。7リッターのジャガー製V12エンジンをフロントに搭載し、これは当時最大の排気量を持つV12エンジンであった。極めて高価格だったこともあり、わずか4台しか製造されていない。
今日、リスター・カーズ・リミテッドは競技専用のリスター・ストーム・LMPを生産している。エンジンはシボレーV8である。